# Orphelinat grec orthodoxe Prinkipo
L'Orphelinat grec orthodoxe Prinkipo (en turc : Prinkipo Rum Yetimhanesi, également connu sous le nom de Palais Prinkipo ou orphelinat grec de Büyükada) est un bâtiment historique en bois de 20 000 mètres carrés sur Büyükada, l'une des neuf îles des Princes au large d'Istanbul, en Turquie, dans la mer de Marmara. Il est considéré comme le plus grand bâtiment en bois d'Europe et le deuxième au monde,. Il a servi d'orphelinat de 1903 à 1964.

## Histoire
Il a été conçu et construit en 1898 à la fin du XIXe siècle par l'architecte franco-ottoman Alexander Vallaury comme hôtel et casino de luxe, nommé Prinkipo Palace, pour la Compagnie Internationale des Wagons-Lits, la compagnie européenne de trains de voyageurs qui exploitait l'Orient Express. Il a été vendu en 1903, cependant, lorsque le sultan Abdul Hamid II ne délivrerait pas de permis pour son exploitation, puis acheté par l'épouse d'un éminent banquier grec, Eleni Zarifi, qui le donna au Patriarcat œcuménique de Constantinople, qui en fit un orphelinat. Le 21 avril 1964, pendant la tension accrue de la question chypriote et la persécution contre la population grecque locale par les autorités de l'État, l'orphelinat a été fermé de force par la Direction générale des fondations (Vakif Genel Mudurlugu),,. En 1997, la propriété a été saisie par l'État turc. Au cours de son histoire, l'orphelinat a répondu aux besoins de 5 800 orphelins.

## Bâtiment
Le bâtiment est considéré comme le plus grand bâtiment en bois d'Europe et le deuxième plus grand au monde (le temple bouddhiste Tōdai-ji de Nara au Japon étant le plus grand). L'orphelinat comprend 206 chambres, une cuisine, une bibliothèque, une école primaire et des ateliers de formation professionnelle. Il est situé au sommet de l'Isa Tepesi, une colline de 206 mètres d'altitude sur l'île de Büyükada.

## Détérioration et réparation
Depuis sa fermeture il y a un demi-siècle, le bâtiment négligé s'est détérioré dans un très mauvais état. Le bâtiment a été gravement endommagé par un incendie en 1980. Le site a été inclus dans le World Monuments Watch 2012 et est actuellement classé comme "Rescue Needed" par Global Heritage Network.
En 2012, les autorités turques ont rendu l'orphelinat à la communauté grecque, la communauté s'est plainte que : «L'État ne nous a pas rendu le bâtiment dans le même état qu'il était quand ils l'ont [saisi]. Les études les plus récentes ont révélé sans aucun doute que des millions d'euros seront nécessaires [pour restaurer l'orphelinat]. Il n'est pas possible pour la population grecque de 2000 personnes d'atteindre ce chiffre ». Selon les rapports, 65 millions d'euros seraient nécessaires pour remettre l'orphelinat sur pied.
En 2018, Europa Nostra et la Banque européenne d'investissement ont inclus l'orphelinat parmi 12 patrimoines culturels, qui ont été nommés sur la liste des sept patrimoines culturels les plus menacés , . La même année, le patriarche œcuménique de Constantinople Bartholomée Ier a demandé au gouvernement turc de l'aider à protéger le bâtiment. Mais l'appel est venu à un moment de nouvelles tensions entre la Grèce et la Turquie sur plusieurs questions, y compris la protection du patrimoine byzantin et grec à Istanbul.

## Litige juridique
La communauté grecque de Turquie a affirmé que l'orphelinat appartenait au patriarcat œcuménique sur la base d'édits ottomans qui accordaient le titre au patriarcat qui a ensuite été converti sous la république turque. D'autre part, le gouvernement turc a estimé que la propriété n'appartenait pas au patriarcat œcuménique. En 2003, le Patriarcat avait soumis tous les documents requis pour prouver sa propriété à la Cour administrative suprême de Turquie. La Cour administrative suprême a rejeté les demandes et a fait valoir que la fondation avait perdu sa fonction d'orphelinat et était devenue un bien saisi (en turc : mazbut vakıf). Cette position adhère à la loi turque qui prétend finalement que si une fondation n'a pas été utilisée depuis plus de 10 ans, le Conseil de la direction des fondations a le droit de saisir la propriété. En 2004, l'Union européenne a soulevé la question dans le rapport d'étape de la Turquie vers l'adhésion .
En 2005, le Patriarcat grec a porté sa bataille pour récupérer le bâtiment devant la Cour européenne des droits de l'homme . En 2008, le tribunal a rendu un verdict unanime condamnant la saisie . En 2010, une autre décision de justice a ordonné à la Turquie de la restituer au Patriarcat œcuménique dans un délai de trois mois et de verser 26 000 euros d'indemnisation . En 2012, les autorités turques ont rendu le bâtiment à la communauté grecque . Le titre légal est actuellement entre les mains du patriarcat œcuménique qui envisage de transformer le bâtiment en un centre environnemental mondial, selon l'actuel patriarche grec orthodoxe, Bartholomée Ier .

## Galerie

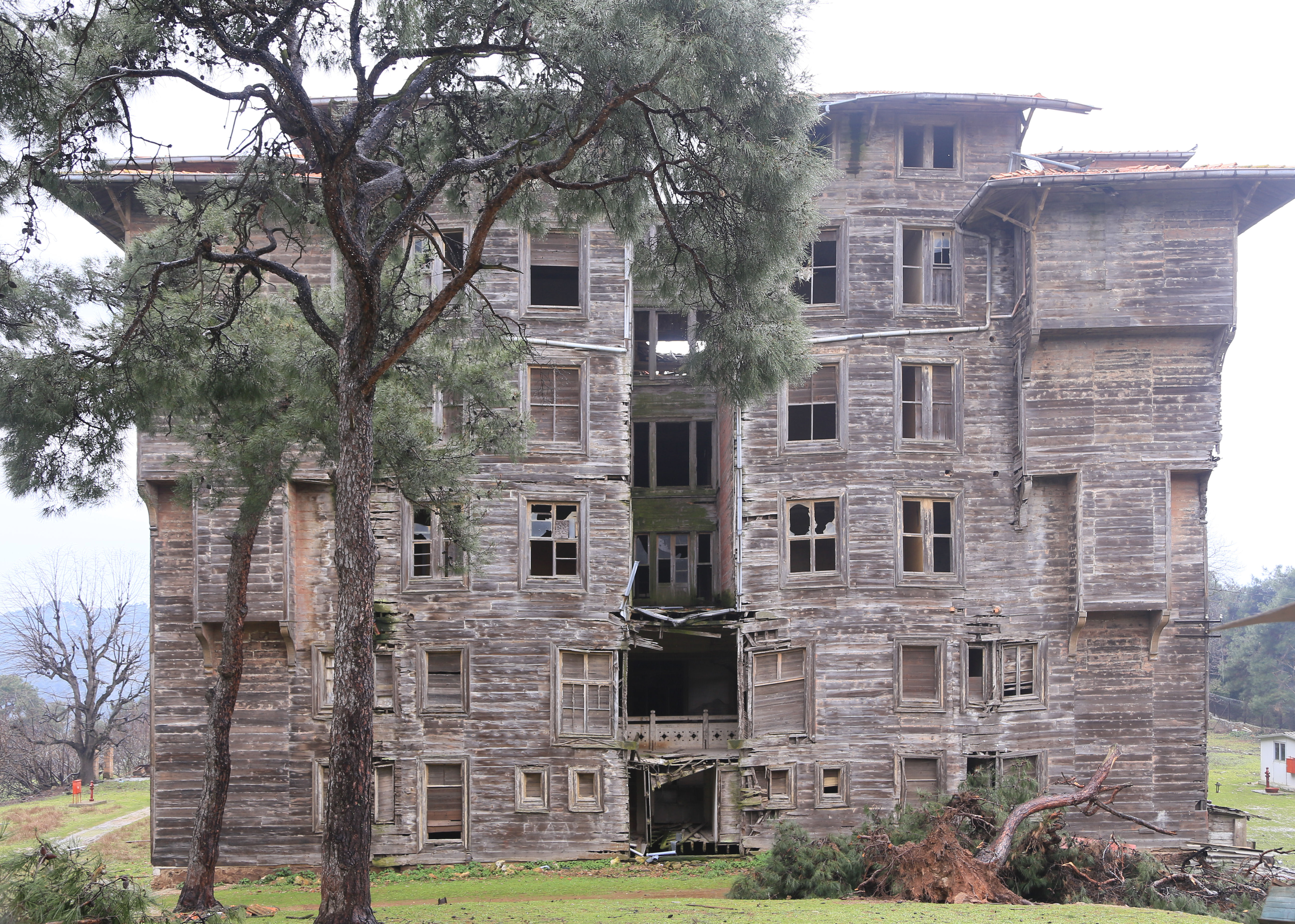
L'orphelinat aujourd'hui